# Polski owczarek nizinny
Polski owczarek nizinny (PON) – polska rasa psa, w typie psa pasterskiego, wyhodowana w kilku typach wielkości. Współcześnie jest użytkowany jako pies pasterski, stróżujący lub do towarzystwa.

## Rys historyczny

### Pochodzenie rasy
Polskie owczarki nizinne pochodzą od przodka z Tybetu, który był także protoplastą dla teriera tybetańskiego. Psy tybetańskie wędrowały wraz z nomadami w kierunku zachodnim, trafiając w ten sposób na obszar Niziny Wschodnioeuropejskiej. W okolicach V wieku wraz z najazdem Hunów przedostały się do Europy Środkowej.
Pierwszą pisemną wzmianką mówiącą o istnieniu psów owczarskich, pochodzących z nizinnych rejonów środkowej Europy, była wzmianka dokumentacyjna z XVI wieku. Na podstawie średniowiecznych dokumentów powstała praca pod tytułem The Bearded Collie autorstwa G. O. Willisena, wydana w roku 1971. W pracy tej znajdują się jednoznaczne informacje o tym, że w 1514 roku na statku handlowym kupca gdańskiego, Kazimierza Grabskiego, znajdowało się sześć owczarków nizinnych. Grabski chciał za zboże nabyć stado 20 owiec, więc zabrał w podróż do Szkocji psy, których zadaniem było oddzielenie od większego, skupionego stada owiec 20 sztuk, a następnie zapędzenie ich na pokład statku. Z powierzonego im zadania psy wywiązały się na tyle sprawnie, że właściciel stada owiec nabył parę psów. W późniejszym czasie otrzymał dodatkowo także dwie suki i psa. Osobniki te miały swój udział w powstaniu rasy bearded collie. Teza ta jednak wydaje się wątpliwa Hansowi Räberowi, który twierdzi, że według wiarygodnych źródeł jeszcze przed rokiem 1514 istniały na wyspie psy o rozczochranym włosie. Autor ten zakłada, że właśnie te psy były przodkami bobtaila i bearded collie.

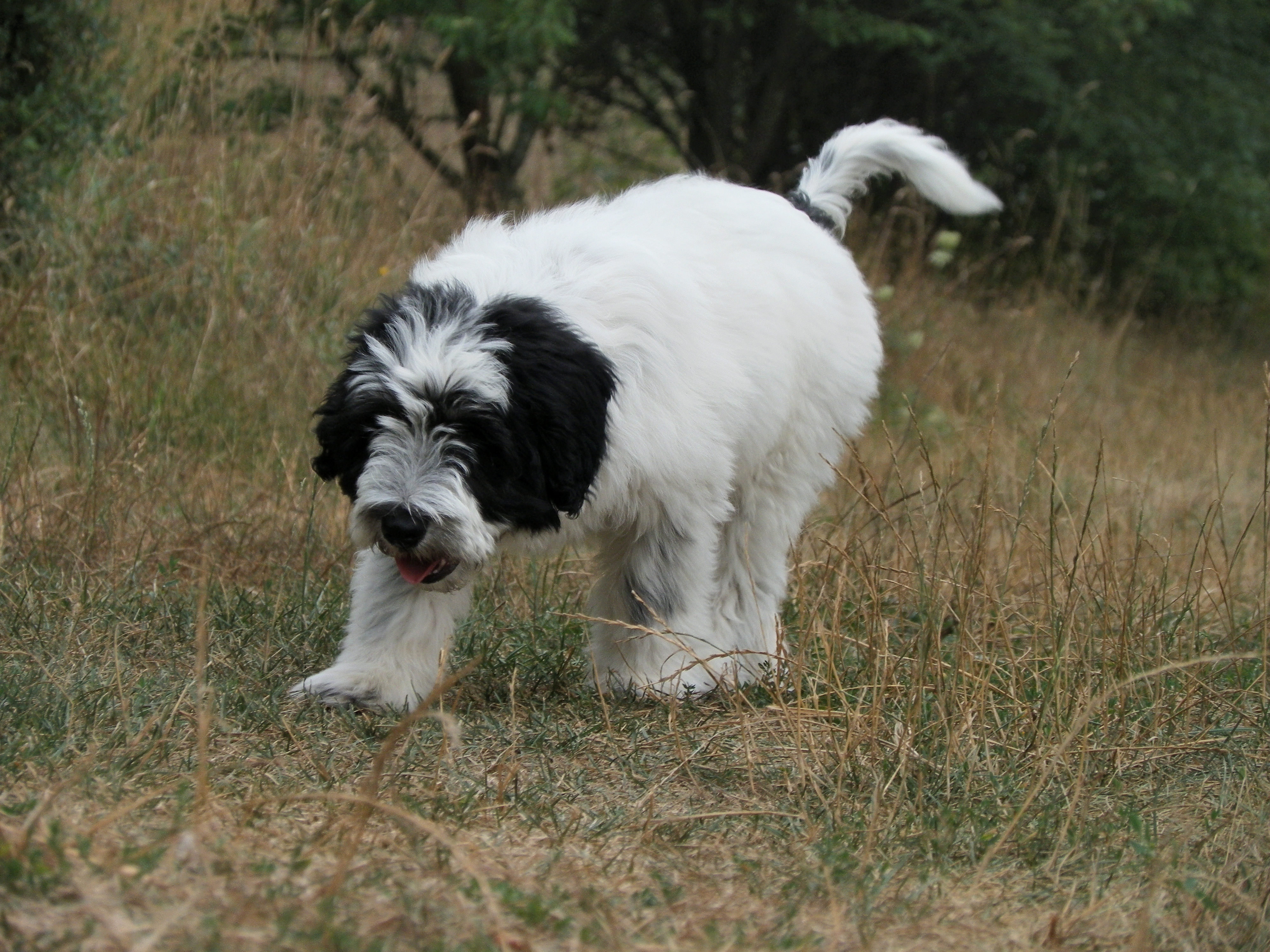
PON, trzymiesięczny szczeniak

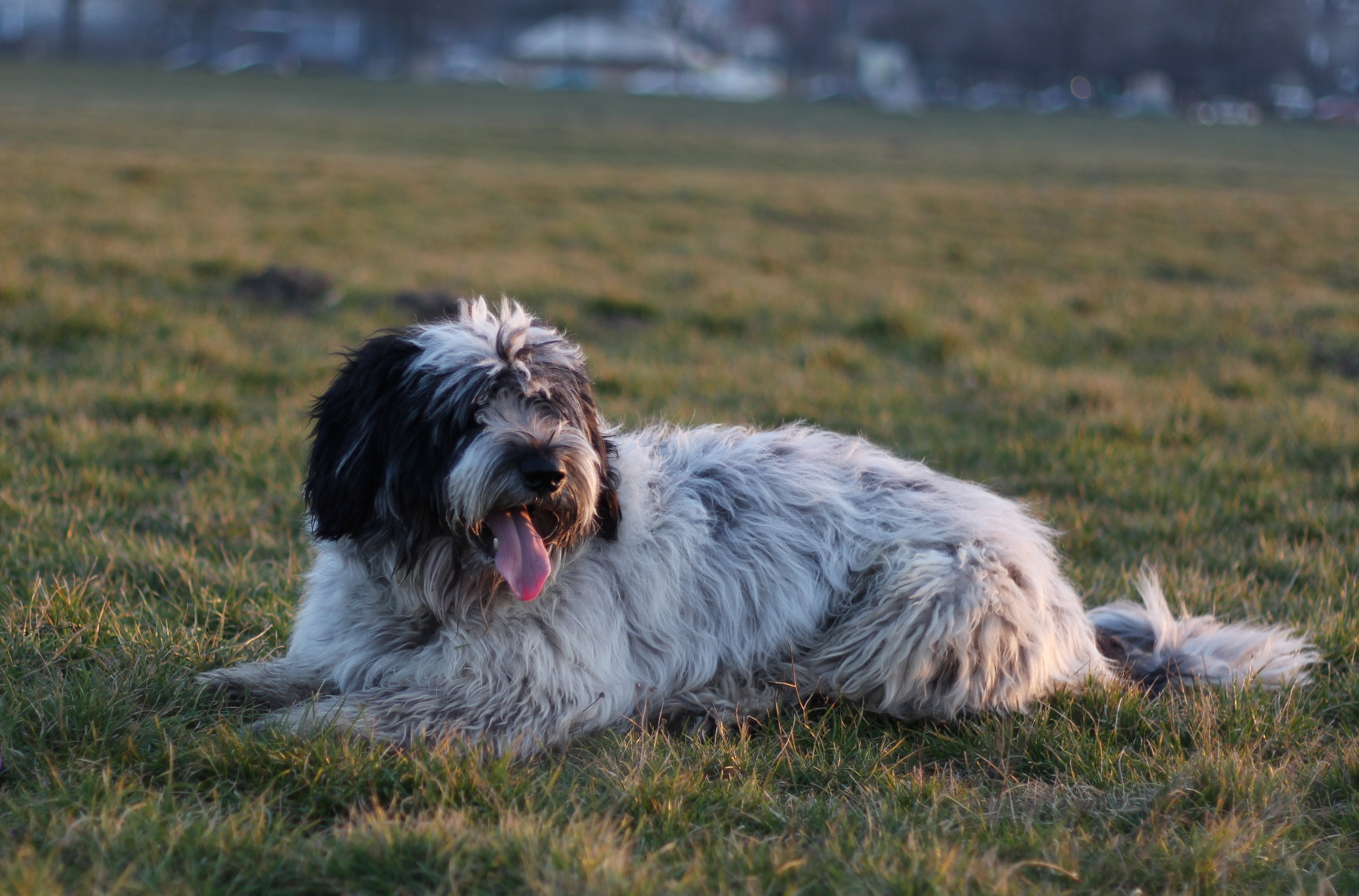
PON dwuletni

Na dawnych ziemiach polskich owczarskie psy nizinne znajdowały się głównie w posiadaniu chłopstwa, które dokonywało ich selekcji tylko ze względu na użyteczność. Polskie materiały mówiące o tego typu psach pochodzą z okolic XVII wieku i są późniejsze, niż wzmianki dotyczące np. chartów. Zaliczyć do tych źródeł można księgę księdza Krzysztofa Kluka Zwierząt domowych i dzikich osobliwie kraiowych historyi naturalney początki i gospodarstwo wydaną w roku 1779, czy instrukcję dla zarządców majątkowych, autorstwa księżnej Jabłonowskiej, właścicielki dóbr na Podlasiu.

### Wczesne hodowle
Zanim podjęto zrzeszone prace hodowlane polski owczarek nizinny występował w trzech wariantach wielkościowych:
- odmianie małej, dla której wysokość w kłębie wynosiła do 35 cm,
- odmianie średniej, od 40–48 cm, stanowiącej właściwą bazę osobników przeznaczonych do dalszej, profesjonalnej hodowli,
- odmianie dużej, sięgającej ponad 50 cm w kłębie, wyglądem mocno zbliżonej do angielskiego bobtaila i rzadko spotykanej.

W okresie sprzed II wojny światowej istniały dwie niewielkie, polskie hodowle owczarków, które były nielicznie prezentowane na wystawach w Poznaniu (1929) oraz w Warszawie (1924). Właścicielkami tych hodowli były: Maria Czetwertyńska-Grocholska z Planty koło Radzynia Podlaskiego oraz Róża i Wanda Żółtowskie z Milanowa. W trakcie wojny hodowle zostały rozproszone i większość osobników zaginęła.

### Odtworzenie rasy
W latach powojennych Związek Kynologiczny w Bydgoszczy, pod przewodnictwem Marii Dubrowinowej, rozpoczął intensywne starania w kierunku hodowli rodzimych ras psów wiejskich. Na samym Pomorzu pospolicie występowały psy prezentujące wiele cech dawnego owczarka nizinnego. Rozpoczęły się wystawy i przeglądy hodowlane, na których dokonywano selekcji osobników, kierując się przede wszystkim ich typem i charakterem. Istotny wkład w szybszy rozwój hodowli owczarków miała lekarka weterynarii Danuta Hryniewicz, właścicielka hodowli „Kordegarda”. Z tej hodowli pochodził pies, „Smok z Kordegardy”, który stał się wzorcowy eksterierowo oraz charakterologicznie dla pierwszego opracowanego standardu PON-ów. Większość wpływowych hodowców właśnie na tym samcu oparła swoje linie hodowlane, a sama Hryniewicz jako regułę hodowlaną przyjęła chów wsobny. Pierwszy wzorzec zakładał występowanie rasy w trzech odmianach wielkościowych i jeszcze w roku 1964 na wystawie w Poznaniu został zaprezentowany duży polski owczarek nizinny. Po wprowadzonych zmianach wzorzec opisywał już tylko typ średni. Międzynarodowa Federacja Kynologiczna zatwierdziła znowelizowany standard, uznając PONa za polską rasę w roku 1963.

## Klasyfikacja FCI
Grupa 1 – Owczarki i psy pasterskie (oprócz szwajcarskich psów pasterskich).
Sekcja 1 – Owczarki.
Nie podlega próbom pracy.

## Budowa
PON jest psem średniej wielkości, o sylwetce prostokątnej, dużej głowie i wyraźnie zaznaczonej, czarnej trufli. Ogon może być naturalnie szczątkowy, skrócony lub długi.

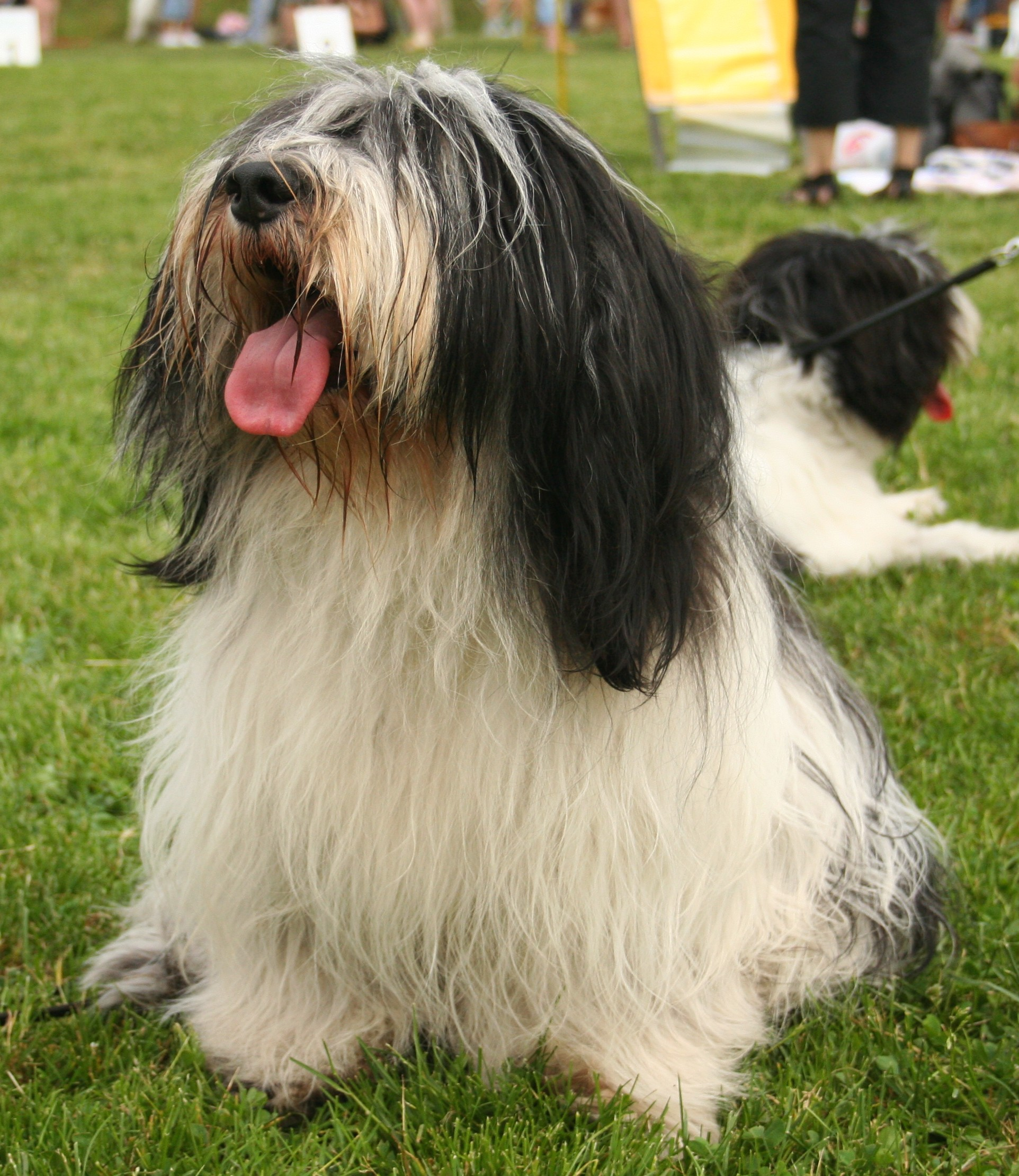
Polski owczarek nizinny o umaszczeniu łaciatym, na białym tle czarno-podpalane łaty

### Szata i umaszczenie
Szata długa i obfita z dużą ilością podszerstka. Wszelkie umaszczenia jednolite (czarne podpalane, beżowe, szare, czekoladowe), jak i łaciate (białe z łatami o kombinacji kolorystycznej, takiej jak dla umaszczeń jednolitych) są dopuszczalne.
Wadliwym jest występowanie oczu szarych lub niebieskich, podobnie jak występująca w tych kolorach pigmentacja nosa, warg i powiek.

## Użytkowość
Polski owczarek nizinny to pies o silnym instynkcie zaganiającym i stróżującym, był wykorzystywany dawniej do pilnowania dużych stad owiec. Obecnie najczęściej pełni rolę psa towarzyszącego. Sprawdzają się także w agility, w Skandynawii są wykorzystywane jako psy ratownicze. Są to psy posiadające odporność na niesprzyjające warunki zewnętrzne.

## Zachowanie i charakter
Odważny, energiczny pies z niewielką skłonnością do włóczęgostwa i kłusownictwa. Wesoły, czujny, posłuszny i inteligentny, łatwo przywiązujący się, nieufny wobec obcych.

## Zdrowie i pielęgnacja
Ze względu na duży temperament tego psa (a także skłonność do utraty linii) istnieje konieczność zapewnienia mu dużej dawki ruchu na wolnym powietrzu. Włos wymaga systematycznej pielęgnacji.